# Ranongga
L'isola di Ranongga si trova nell'arcipelago della Nuova Georgia, nello stato delle Isole Salomone, Provincia Occidentale. Si estende in direzione nord-sud per 28 km a sudovest dell'isola di Vella Lavella e si trova a 8 km a nordest dell'isola di Simbo. Il punto più alto dell'isola è il Monte Kela, che raggiunge gli 869 m s.l.m.
Fu scoperta nel 1797. 

## Demografia
Gran parte dei villaggi dell'isola si trova sul lato orientale. 2500 residenti parlano la lingua  Ghanongga, una parlata che fa parte delle lingue oceaniche.

## Terremoti
Nell'aprile del 2007 un terremoto scosse l'isola, come molte altre delle Isole Salomone. La linea della battigia si spostò in avanti oltre i 70 metri, secondo i residenti. Ciò ha lasciato molta purissima barriera corallina esposta alle spiagge di nuova formazione.